# Barcikowo (gemeente Lubanie)
Barcikowo is een plaats in het Poolse district  Włocławski, woiwodschap Koejavië-Pommeren. De plaats maakt deel uit van de gemeente Lubanie en telt 130 inwoners.